# Metesjön (Hällaryds socken, Blekinge)
Metesjön är en sjö i Karlshamns kommun i Blekinge och ingår i Bräkneån-Mieåns kustområde. Sjön har en area på 0,265 kvadratkilometer och ligger 48,1 meter över havet. Vid provfiske har abborre, gers, gädda och mört fångats i sjön.

## Delavrinningsområde
Metesjön ingår i det delavrinningsområde (623420-144836) som SMHI kallar för Utloppet av Södra Öllesjön. Medelhöjden är 55 meter över havet och ytan är 17,71 kvadratkilometer. Räknas de 8 avrinningsområdena uppströms in blir den ackumulerade arean 108,04 kvadratkilometer. Klockarebäcken (Tattån) som avvattnar avrinningsområdet har biflödesordning 2, vilket innebär att vattnet flödar genom totalt 2 vattendrag innan det når havet efter 8,7 kilometer. Avrinningsområdet består mestadels av skog (79 %). Avrinningsområdet har 2,21 kvadratkilometer vattenytor vilket ger det en sjöprocent på 12,5 %.